# 若松城
若松城（わかまつじょう）は、福島県会津若松市追手町にあった日本の城。別名鶴ヶ城（つるがじょう）で、地元ではこの名で呼ばれることが多い。また、同名の城が他にあるため、会津若松城（あいづ わかまつじょう）とも呼ばれる。さらに文献では黒川城（くろかわじょう）や、会津城（あいづじょう）とされることもある。現在の天守等は復元であり、若松城跡（わかまつじょうせき/わかまつじょうあと）として国の史跡に指定されている。

## 概要

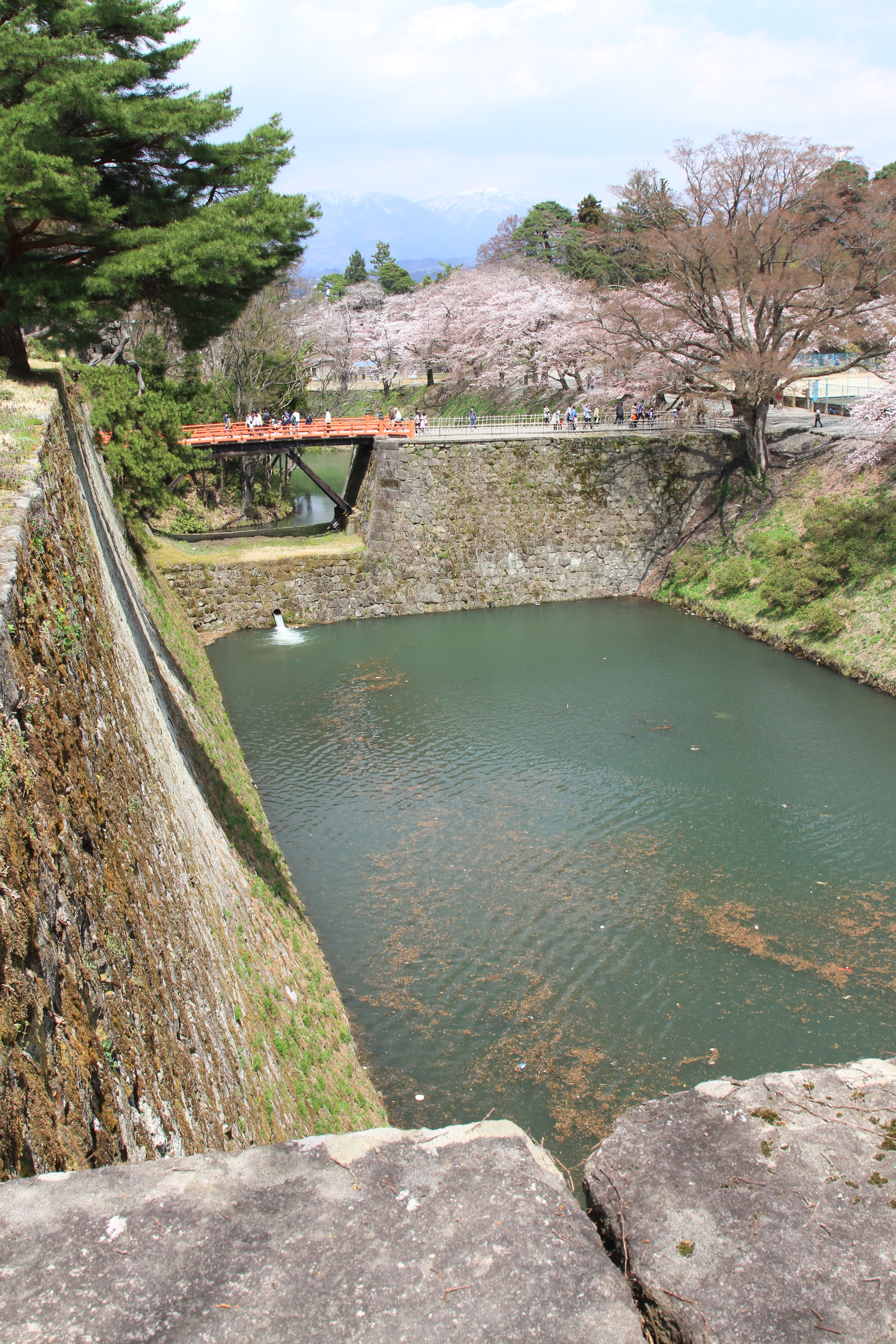
廊下橋

若松城は梯郭式の平山城で、本丸を中心に西出丸、北出丸、二の丸、三の丸が周囲に配置されていた。城下町の南端に位置し、会津藩の政庁として会津の政治の中心であった。藩主の会津松平家は徳川将軍家と密接な関係にあり幕末には戊辰戦争の激戦地となった。現在、城跡は「鶴ヶ城公園」となっており、そのほとんどが国の史跡に指定されている。史跡外の三ノ丸跡には陸上競技場、市営プールおよび福島県立博物館がある。天守閣は鉄筋コンクリートで外観復元され、内部は若松城天守閣郷土博物館となっている。

## 歴史・沿革

### 中世から近世

#### 中世の館、城郭
1384年（南朝：元中元年、北朝：至徳元年）、蘆名氏7代当主の蘆名直盛が小田垣の館または東黒川館という館を造ったのが若松城のはじまりとされる。諸説あるが、遅くとも15世紀半ばまでには黒川城（くろかわじょう）、（または小高木城）とその城下が成立していた。以後、代々蘆名氏の城であった。戦国時代中後期には、蘆名氏中興の祖・盛氏が出て、黒川城を中心に広大な版図を築いた。
1589年（天正17年）、蘆名氏と連年戦いを繰り返していた伊達政宗は豊臣秀吉の制止を無視して蘆名義広を攻め、蘆名氏を滅ぼし黒川城を手にし、米沢城から本拠を移した。しかし、政宗は1590年（天正18年）に秀吉に臣従し、会津を召し上げられ、米沢城に本拠を戻した。

#### 近世の城郭
代わって黒川城に入ったのは蒲生氏郷で、1592年（文禄元年）より大名に相応しい近世城郭に改造し、城下町を整備した。氏郷は、町の名を黒川から「若松」へと改め、蒲生群流の縄張りによる城作りを行った。なお「若松」の名は、出身地の日野城（中野城）に近い馬見岡綿向神社（現在の滋賀県蒲生郡日野町村井にある神社、蒲生氏の氏神）の参道周辺にあった「若松の杜」に由来し、同じく領土であった松坂の「松」という一文字もこの松に由来すると言われている。
1593年（文禄2年）、望楼型7重（5重5階地下2階とも、また7重には「何段にも重なる」の意味もある）の天守が竣工し、名は「鶴ヶ城」に改められた。近年の発掘調査で蒲生時代の石垣の基底部が確認され、鐙瓦（軒丸瓦）、宇瓦（軒平瓦）、鬼瓦の一部に金箔が貼られたものが出土している。
1598年（慶長3年）、氏郷の子・秀行は家中騒動のために92万石から18万石に下げられ下野国宇都宮に移封された。越後国春日山より上杉景勝が120万石で入封。1600年（慶長5年）、徳川家康は関ヶ原の戦いで西軍に加担した景勝を30万石に下げ、出羽国米沢に移封した。
翌1601年（慶長6年）には蒲生秀行が再び入城したが、1627年（寛永4年）、嫡男の忠郷に嗣子がなく没したため、秀行の次男・忠知が後嗣となり伊予国松山に移封された。代わって伊予松山より加藤嘉明が入封。子の明成は西出丸、北出丸などの造築を行い、1611年（慶長16年）に起きた会津地震により倒壊した天守を今日見られる層塔型天守に組みなおさせている。
1643年（寛永20年）、加藤明成は改易され、出羽国山形より3代将軍徳川家光の庶弟である保科正之が23万石で入封。以後、明治維新まで会津松平家（保科氏から改名）の居城となった。
1868年（慶応4年）、戊辰戦争の戦闘の一つである会津戦争（会津城籠城戦）にて、会津勢の立て篭もる鶴ヶ城は新政府軍に包囲され砲撃を受けた。1か月間籠城の後、板垣退助による降伏勧告を受諾して9月22日(太陽暦11月6日)開城した。
戦後、天守を含む多くの建造物の傷みは激しかったが修復は行われず、しばらく放置された後、解体された（下記参照）。

### 近現代

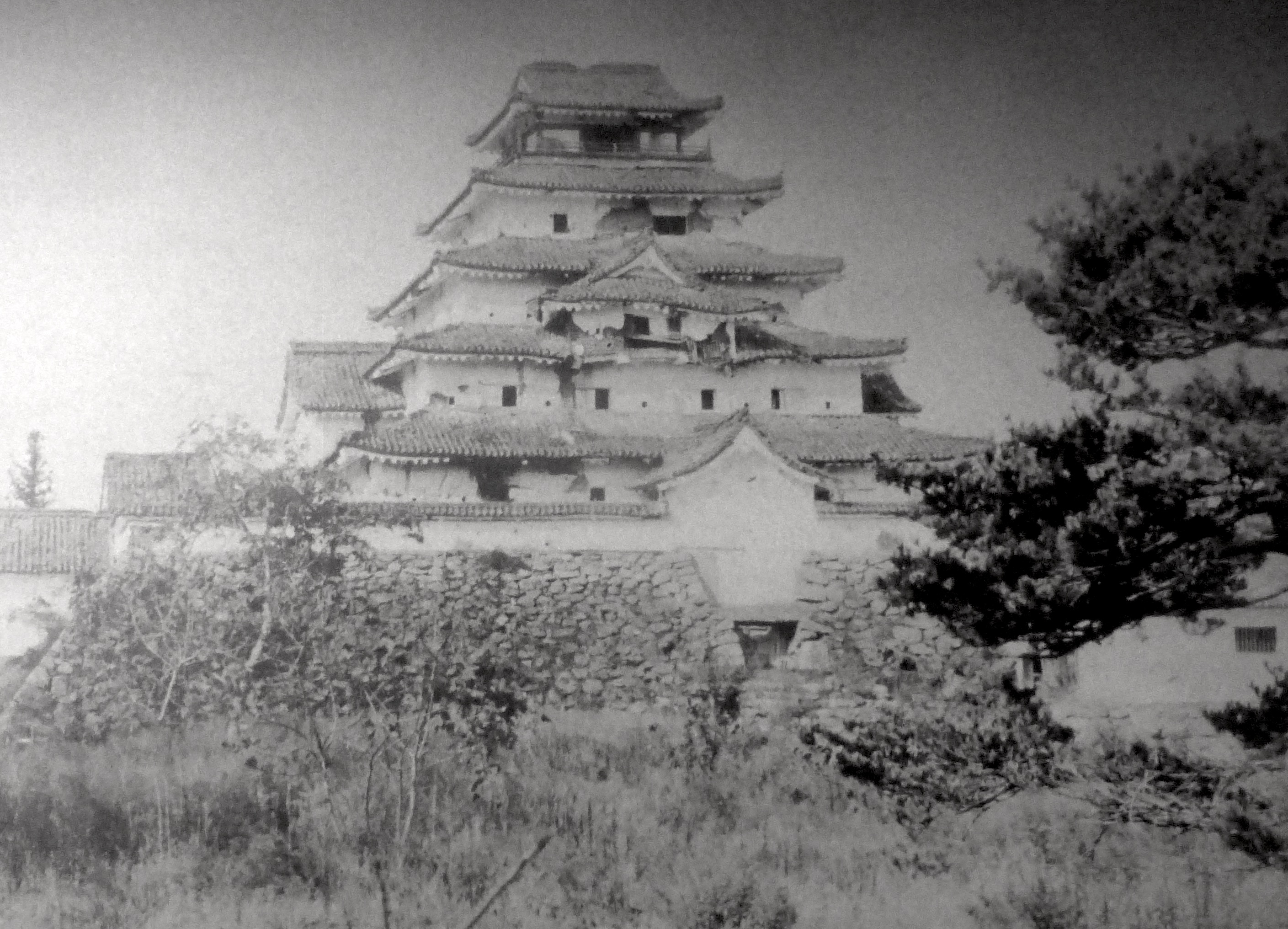
損傷した若松城（会津戦争後撮影）

#### 開城と建物の処遇
1868年11月6日（明治元年9月22日）に開城すると新政府軍に引き渡され、兵部省の所管となり、仙台鎮台が管理した。翌年には会津藩に代わって若松県が発足し県庁を城内の建物に置いたため、若松県が城の管理を委任された。
1872年（明治5年）5月に、パリ外国宣教会のマロン神父（Jean-Marie Marin）とスイス人で横浜居留地で生糸輸出商を営み、デンマーク領事も兼ねていたエドゥアール・ド・バヴィエ（Eduard de Bavier）らが、養蚕視察のため函館から横浜まで旅行をし、若松城に立ち寄った。その時、バヴィエらに雇われ、旅行に同行した日本人写真師の小山弥三郎が撮影したのが、今に残る取り壊し前の若松城の古写真とされてきた。その後の会津若松市の調査でイタリアにより鮮明な写真があり、その画像から城の東面を写したことがわかり、小山の写真とは向きが異なると判明した。さらに3点目の南東面をとった写真を国内で発見、撮影の向きは小山と共通するものの、3点目は天守の傷みが少なく撮影時期が小山より古いと推定され、2018年時点で撮影者などの詳細は不明である。この旅行記はフランス語で『函館から横浜までの旅』という題名で1874年（明治7年）にリヨンで教会の雑誌に掲載され、H・チースリク（独: Hubert Cieslik、1914年-1998年）による日本語の部分訳は1968年（昭和43年）に『宣教師の見た明治の頃（函館より江戸へ）』として上梓されている。
1873年（明治6年）1月、明治政府による全国城郭存廃ノ処分並兵営地等撰定方（廃城令）により存城処分と決定（すなわち陸軍省の財産に決定）された。同年12月には若松県権令沢簡徳から『旧若松城廃毀之儀ニ付建言』により、政府に城郭建造物の取壊しが建言された。1874年（明治7年）1月には陸軍省から仙台鎮台へ「旧若松城は営所建築の場所であるので、石垣や立樹等を除き旧来の建物で必要無いものは取壊し払下げすべく取り計らう事」旨の通達がされ、同年末までに天守をはじめとする建造物はすべて解体された。
本丸にあった櫓の一つである「御三階」は上記建言以前の1870年（明治3年）、阿弥陀寺（会津若松市七日町）に移築され、現存する。また本丸大書院から御三階と共に同寺に移された唐破風の表玄関は、御三階の玄関に転用されている。

#### 城郭地の払下と史跡指定

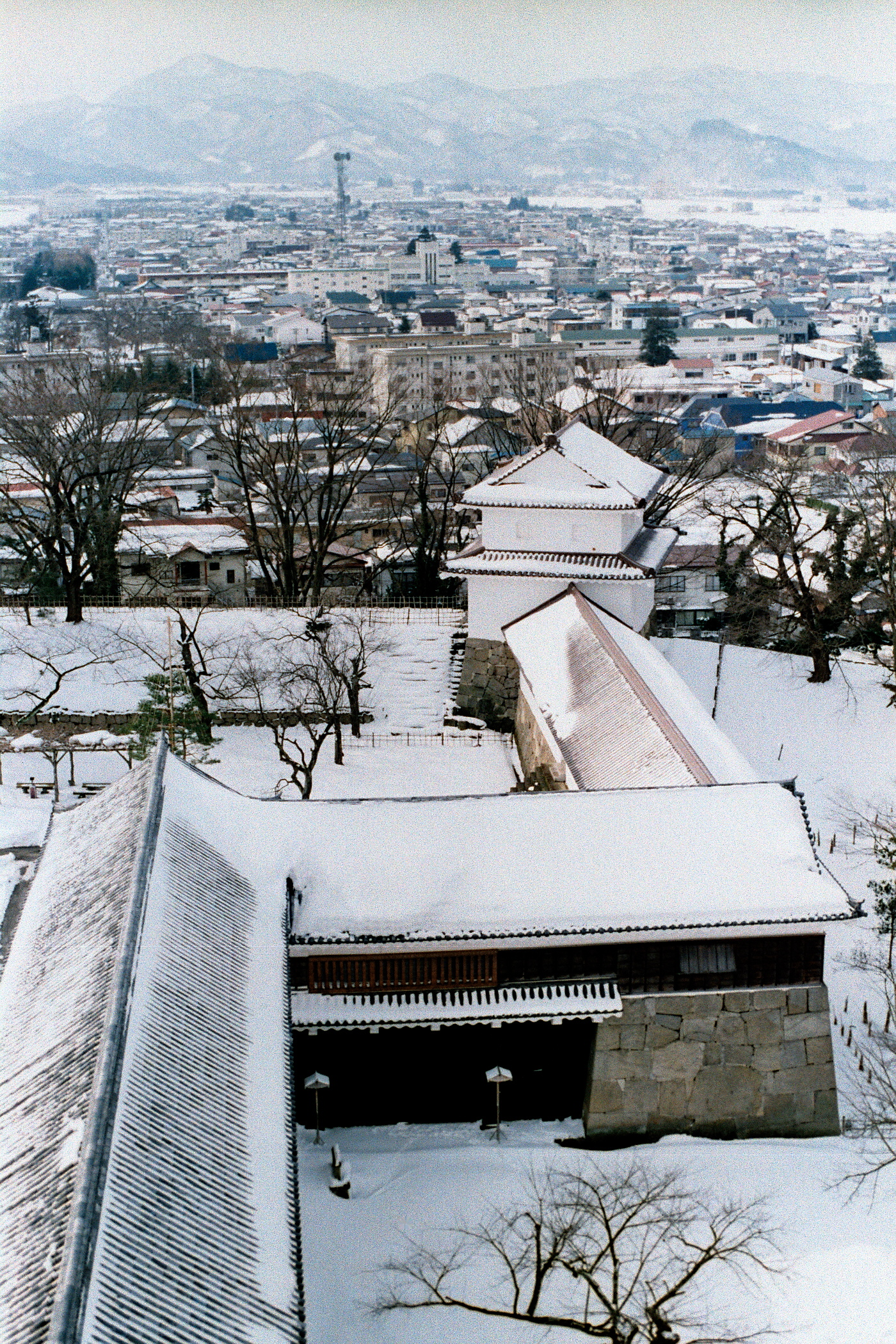
雪景色 鉄門と干飯櫓

1890年（明治23年）明治政府による藩主または官庁が払い下げを申請した散在地は、公売にしないという方針により、城地約29haの払い下げが決定。旧会津藩士遠藤敬止は、城跡を一括して保存するため私財2,500円で譲り受け、旧藩主松平家に寄付した。
1908年（明治41年）に三ノ丸の東側と城外にわたり陸軍の連隊練兵場が設置され、三ノ丸の一部とその濠や土塁約6haが撤去されたが、本丸、二ノ丸、三ノ丸の一部、北出丸、西出丸及び付属する濠は残され、現在の史跡指定部分約23haは保存された。
1917年（大正6年）に若松市は会津藩士（白虎隊士）であった東京帝国大学の山川健次郎総長に仲介を頼み、同学農科大学教授の本多静六から「若松公園設計方針」が示されると、城跡の近代公園化計画に着手した。地権については、城跡の所有者であった旧藩主の松平家と交わした土地譲渡契約を10年賦により、1927年（昭和2年）までに償還、若松市の所有となった。公園近代化の方針に基づき二ノ丸や西出丸の一部の石垣等が撤去されたことを受け、福島県は旧史蹟名勝天然紀念物保存法の規定にしたがい城跡の緊急保存を国に申請する。1930年（昭和5年）の仮指定を経て1934年（昭和9年）12月28日、文部省告示第312号によって国の史跡に本指定された。
この「若松公園設計方針」では、後に史跡区域内に組み込まれた旧追手前から北出丸までの追手前西濠上への架橋や、水位の異なる南町通濠と旧五軒丁濠との間の土橋を撤去し、ボートレース場とする計画も示されたが実行されなかった。

#### 天守再建と保存整備計画

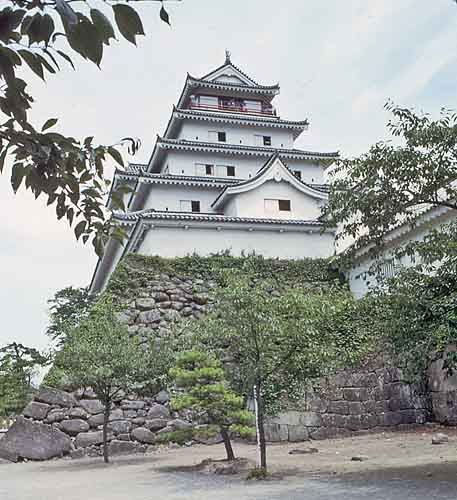
黒瓦の頃の天守

第二次世界大戦後、1947年（昭和22年）8月18日には、城址に昭和天皇の戦後巡幸があり、昭和天皇が市民から奉迎を受ける。また、戦後の財政非常事態解決策の一環として、本丸内で競輪場が設置されていたこともあるが1957年（昭和32年）には城外に移転された。本丸は1960年（昭和35年）までには現在の形状に復旧された。現在の天守は1965年（昭和40年）に鉄筋コンクリート造により外観復興再建されたもので、内部は「若松城天守閣郷土博物館」として公開されている。
1990年（平成2年）に茶室「麟閣」（福島県指定重要文化財）が本丸の元の場所に移築復元され、1993年（平成5年）に外濠跡等の外郭遺構の一部が国の史跡に追加指定された。1997年（平成9年）に史跡内の駐車場や運動施設等を史跡外へ移転する内容等を含む長期的、総合的な「史跡若松城跡総合整備計画」が策定された。2001年（平成13年）に本丸内の干飯櫓（ほしいやぐら）と南走長屋が木造で復元された。
2010年（平成22年）から、黒瓦だった天守の屋根瓦を明治時代に解体される以前の赤瓦葺に復元する工事が行われ2011年（平成23年）3月に竣工した（3月の初めには覆いが外され、11日の東日本大震災後の27日にリニューアルオープン）。

## 天守閣と鯱

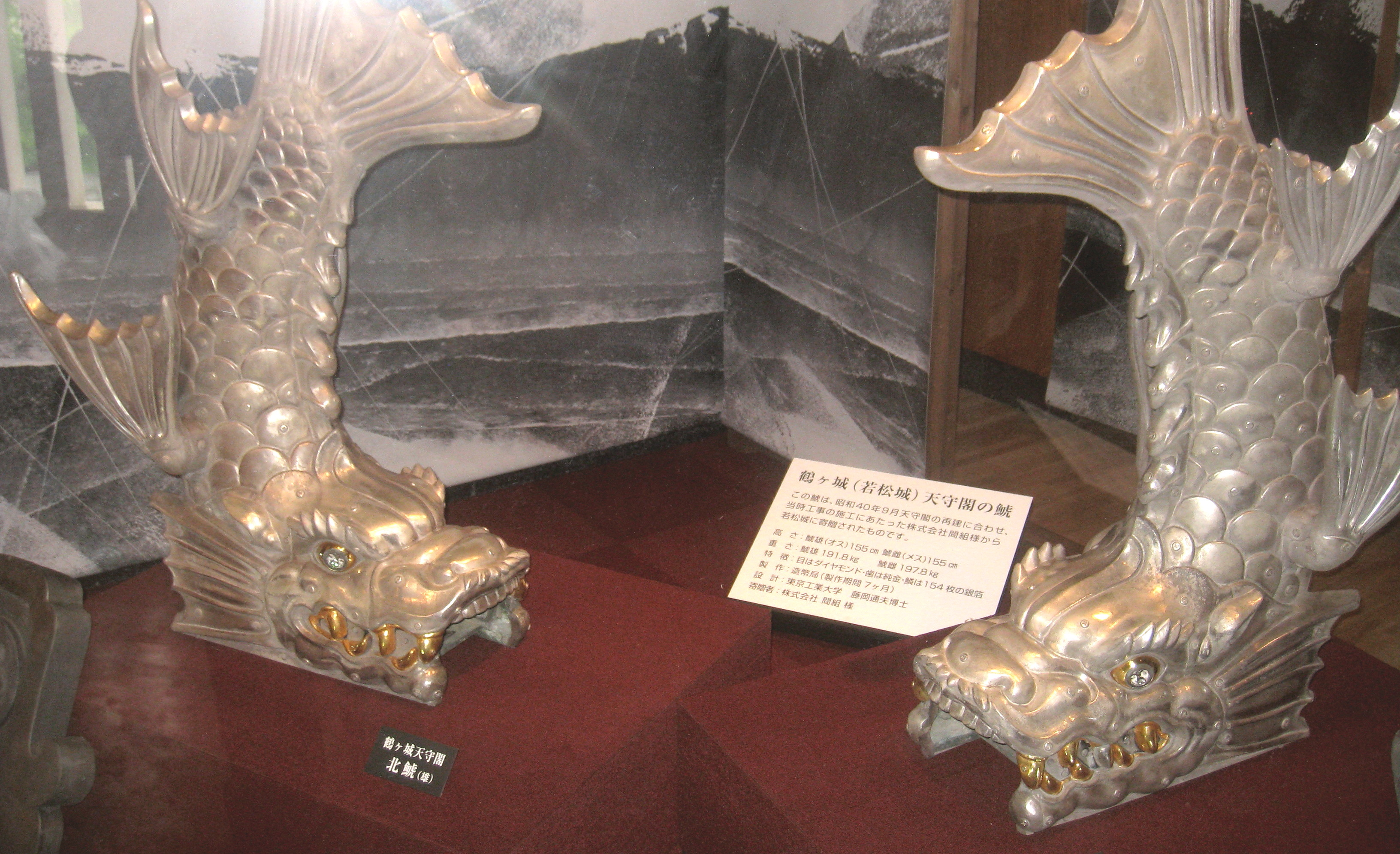
展示された天守閣銀鯱（右より南鯱（雌）と北鯱（雄））

現在の復元天守棟上には鯱があげられているが、明治初年の古写真には鯱が確認できていない。これを理由に、2010年（平成22年）からの改修工事にあわせて、取り外すべきだという意見があった。一方、江戸時代の絵図には鯱が描かれているものもあり、正確なところはわからないというのが実情である。
この鯱は、復元工事を担当したハザマの当時の会長より寄贈されたもので、全身の鱗は銀箔、牙は金製、瞳の中心に2カラットのダイヤモンドが埋め込まれている。同社は名古屋城天守の復元工事も受け持っており、名古屋城の金鯱と対になるように、銀鯱とした。金閣寺、銀閣寺に倣ったものである。
名古屋城復元では、金鯱の瞳にもダイヤモンドを埋め込もうとしたものの、市民の猛反発を受けて断念したが、会津若松城のものは完全に寄贈品であるので、反対は起きなかった。

## 縄張

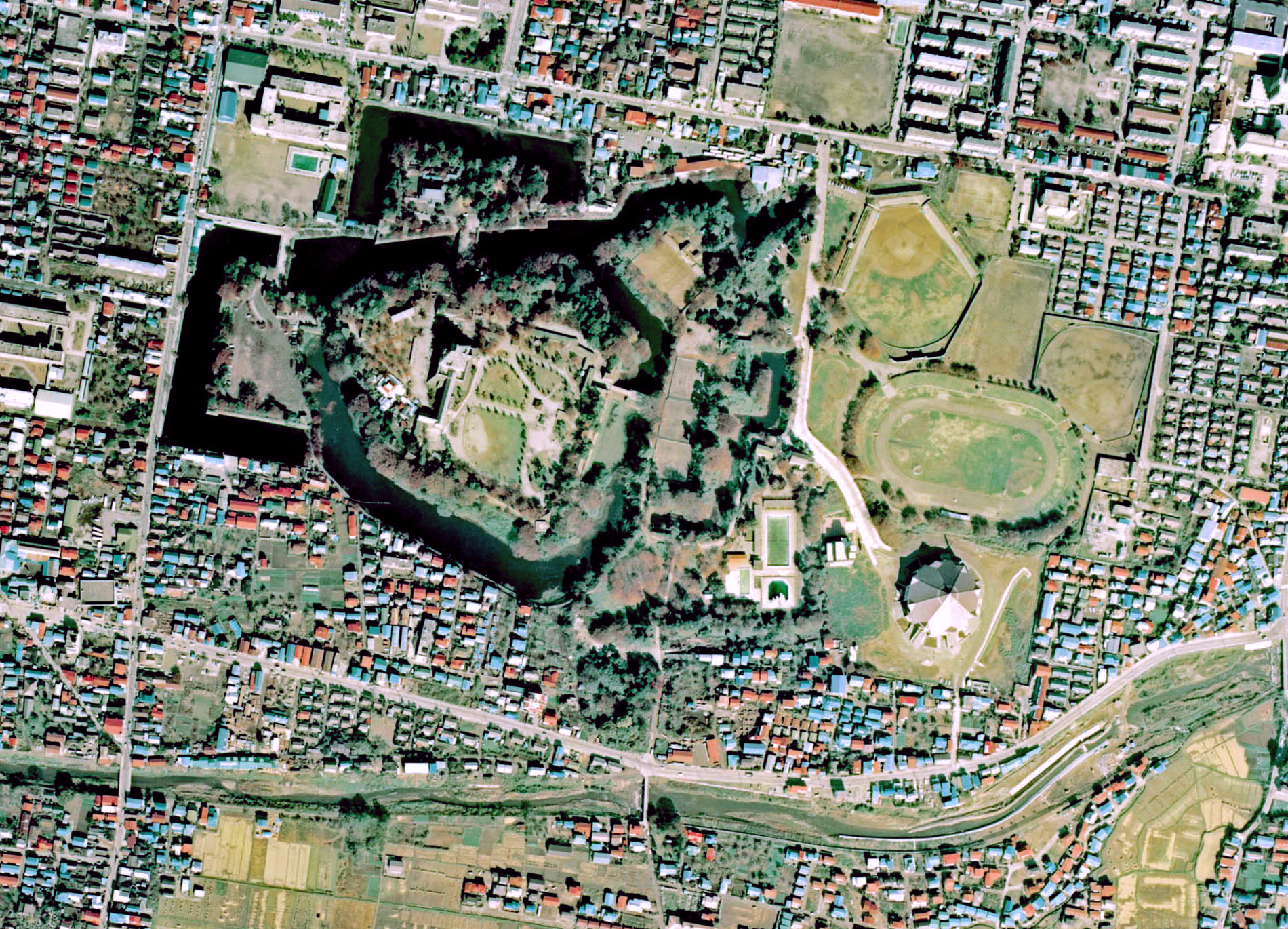
1976年（昭和51年）度国土航空写真より

城域が位置する台地の西端に主郭。内濠を隔てて東側に二ノ丸、三ノ丸と続き、台地下の北側に北出丸、西側に西出丸がある。三ノ丸以外の各門は枡形石垣門になっていた。主郭は、天守とそこから南と東に伸びる走長屋（多聞櫓）により区分けされており、南東側の御殿等を配置した区域が本丸、その北から西側をL字に取り囲む区域が帯郭となっている。主郭の虎口は全て帯郭に接続しており、天守の下にある鉄門を経て本丸に至る。現在の縄張は、主郭の東、北、西の三方の虎口（桝形）の外側を馬出で防御し、その馬出の虎口も桝形とする防御プランであり、郭の構成はシンプルだが相当に厳重な縄張りとなっている。
元々は東西に伸びる舌状台地を堀切で区切った連郭式の縄張であり、三の丸側が大手であった。後に城下の街道の整備により大手を北側に変更し、防御のために北と西にあった馬出を出丸として拡張し現在の縄張となった。現在残る城下町も、主として城の北側に広がっている。
北、西の出丸は、主郭が位置する台地の下にあり、出丸を突破しようとする敵を高低差を利用して攻撃可能となっている。主郭の櫓は出丸の虎口を制圧可能な位置に配置されているなど、重層火力が発揮できるように考慮されており、特に大手である北出丸虎口は、出丸、主郭帯郭、櫓、隣接する出丸からの射撃が集中し、その防御の堅さから「鏖丸（みなごろしまる）」と称されたと伝わっている。東側の二ノ丸も馬出状の郭であるが、高低差を利用できないため堀切を水濠まで掘下げて約20mの高石垣とし、橋は城内唯一の木橋（廊下橋）とすることで防御している。出丸を持たない本丸南側は、濠と湯川により三重に防御されていた。
- 本丸 天守、櫓（干飯櫓、月見櫓、茶壷櫓）、門（鉄門、裏門）
- 帯郭 櫓（東櫓、北櫓、弓櫓、西櫓）、門（太鼓門、廊下橋門、西中門）、橋（東の二ノ丸側に廊下橋、北の北出丸と西の西出丸の間に土橋）
- 二ノ丸 門（東門、南門）
- 三ノ丸 門（埋門、南門、無常口）
- 北出丸 櫓（西北櫓、東北櫓）、門（追手門、棟門）
- 西出丸 櫓（西北櫓、西南櫓）、門（西追手門、内讃岐門）
- 内濠 追手前西濠、元鐘撞堂下三角濠、南町通濠、旧五軒丁濠、瓢箪濠、三岐濠

## 現地情報

### 交通アクセス
- JR会津若松駅前1番バス乗り場「千石・神明線　神明先回り」に乗車し「鶴ヶ城西口」下車(バス所要時間8～12分。徒歩5分)
- JR会津若松駅前1番バス乗り場「エコろん号」に乗車し「鶴ヶ城会館前」下車(バス所要時間13分。徒歩5分)
- JR会津若松駅前2番バス乗り場「西若松駅行き」に乗車し「鶴ヶ城西口」下車(バス所要時間8分。徒歩5分)
- JR会津若松駅前3番バス乗り場「米代経由西若松駅行」に乗車し「鶴ヶ城西口」下車(バス所要時間8分。徒歩5分)
- JR会津若松駅前4番バス乗り場まちなか周遊バス「ハイカラさん」または「あかべぇ」に乗車し「鶴ヶ城入口」または「鶴ヶ城三の丸口」下車。 (ハイカラさんバス所要時間20～22分。あかべぇバス所要時間29～31分。徒歩5分)

- 会津若松バスターミナルから「高田・永井野行」「本郷行」に乗車し「鶴ヶ城西口」下車。(バス所要時間12分。徒歩5分)
- 高速バス（仙台・福島・郡山・いわき）「鶴ヶ城・合同庁舎前」で下車。徒歩約10分。
- 団体で観光バスでの観光の場合、鶴ヶ城会館にバスを駐車する。
- 自家用車の場合、市営有料駐車場「西出丸駐車場・東口駐車場・南口駐車場」または、鶴ヶ城会館有料駐車場を利用。

### その他

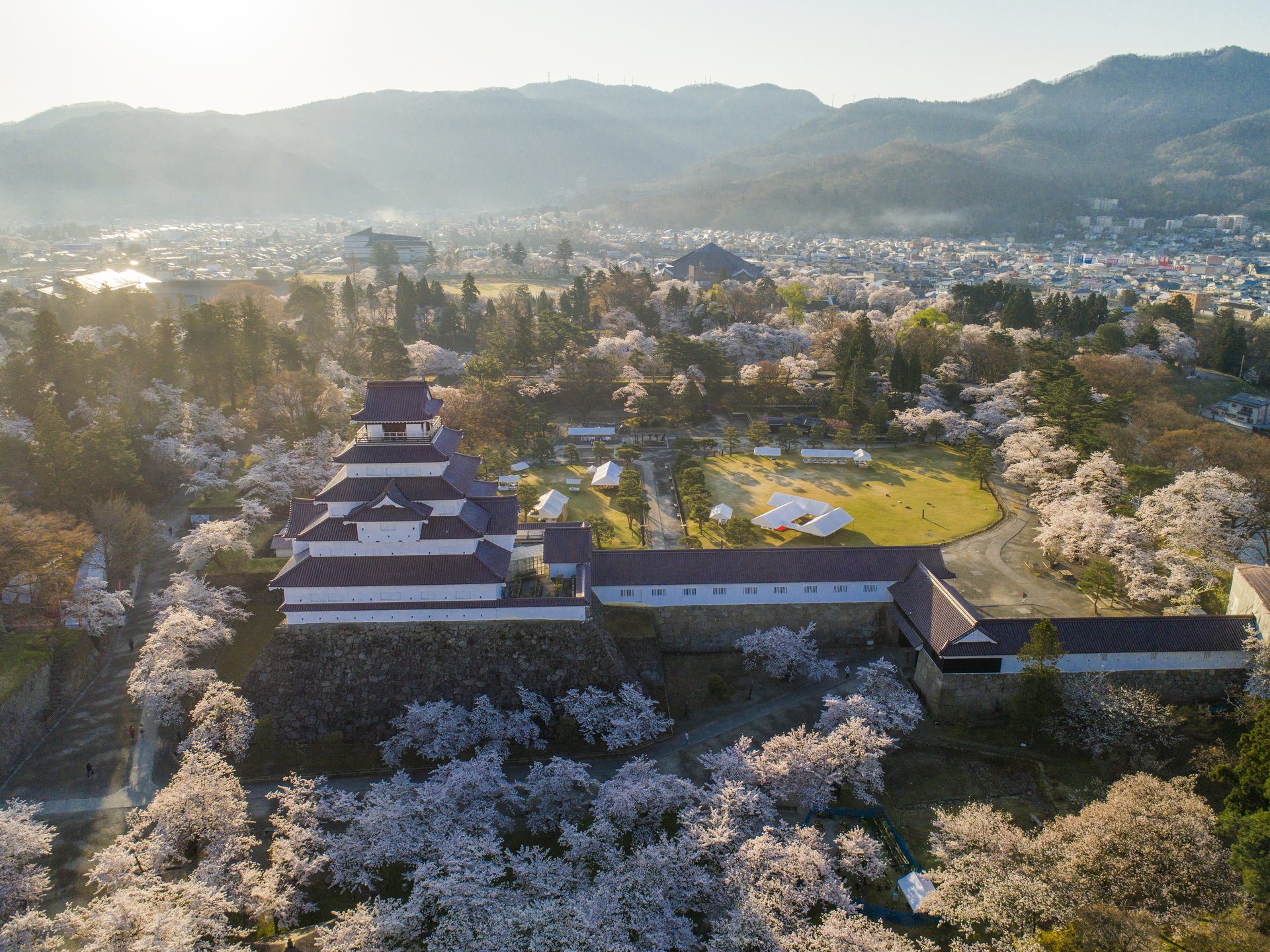
桜が満開の鶴ヶ城公園

- 会津若松市観光公社 - 個人でも団体でもボランティアガイド（無料）の申込ができる。鶴ヶ城の外周の説明が受けられる。
- 1990年（平成2年）、「鶴ヶ城公園」として日本さくら名所100選に選定された。
- 2006年（平成18年）4月6日、日本100名城（12番）に選定された。